# Charlie Puth
Charles Otto Puth Jr. (født 2. december 1991) er en amerikansk sanger og sangskriver.
I 2015 udgav han sangen "See You Again", som han skrev og udgav sammen med Wiz Khalifa, som en hyldest til Paul Walker, der døde i en trafikulykke. Den toppede som nummer 1 på hitlisten og blev meget populær i hele verden.